# Erinaceophasma vepres
Erinaceophasma vepres is een insect uit de orde Phasmatodea en de  familie Phasmatidae. 